# Thilde Dietz
Mathilde „Thilde“ Dietz, geborene Hamel (* 13. Oktober 1915 in Hanau; † 10. März 1996 in Hamburg), war eine deutsche Tennisspielerin. Mit ihrem guten Volleyspiel war sie vor allem in den Doppelkonkurrenzen erfolgreich.
Als 13-Jährige begann sie das Tennisspielen beim 1. Hanauer THC. Im Jahr 1936 wechselte sie zum TC Blau-Weiss Berlin. In Berlin arbeitete sie als Kontoristin. 1937 gewann sie im Rahmen der Nationalen Deutschen Meisterschaften mit Utti Heidtmann das Damendoppel. 1939 gewann sie bei den Internationalen Deutschen Hallen-Tennismeisterschaften in Bremen beide Doppeltitel mit der US-Amerikanerin Gracyn Wheeler und mit Werner Beuthner. Im selben Jahr heiratete sie Theo Dietz und zog nach Hamburg, wo sie sich dem Klipper THC anschloss. In diesem Jahr nahm sie auch am Turnier in Wimbledon teil. 1942 wurde sie mit dem Innsbrucker Kurt Egert nationale deutsche Meisterin. 1948 gewann sie mit Utti Heidtmann den Titel bei den Internationalen Tennismeisterschaften von Deutschland. 1950 gewann sie dort mit dem Australier Bill Sidwell auch den Mixed-Wettbewerb. Daneben spielte sie bei Klipper auch in der ersten Damen-Hockey-Mannschaft. Nach ihrer Turnierlaufbahn war sie langjährige Trainerin der ersten Damen-Tennis-Mannschaft von Klipper und Damenreferentin des Hamburger Tennisverbandes.
Beigesetzt wurde sie auf dem Friedhof Ohlsdorf in Hamburg. Sie ruht dort im anonymen Urnenhain bei Kapelle 2. 